# エドワード・オーガスタス (ヨーク・オールバニ公)
ヨーク＝オールバニ公爵エドワード・オーガスタス（英語: Edward Augustus, Duke of York and Albany KG PC FRS、1739年3月25日 - 1767年9月17日）は、イギリスの王族。ジョージ3世の弟。

## 生涯

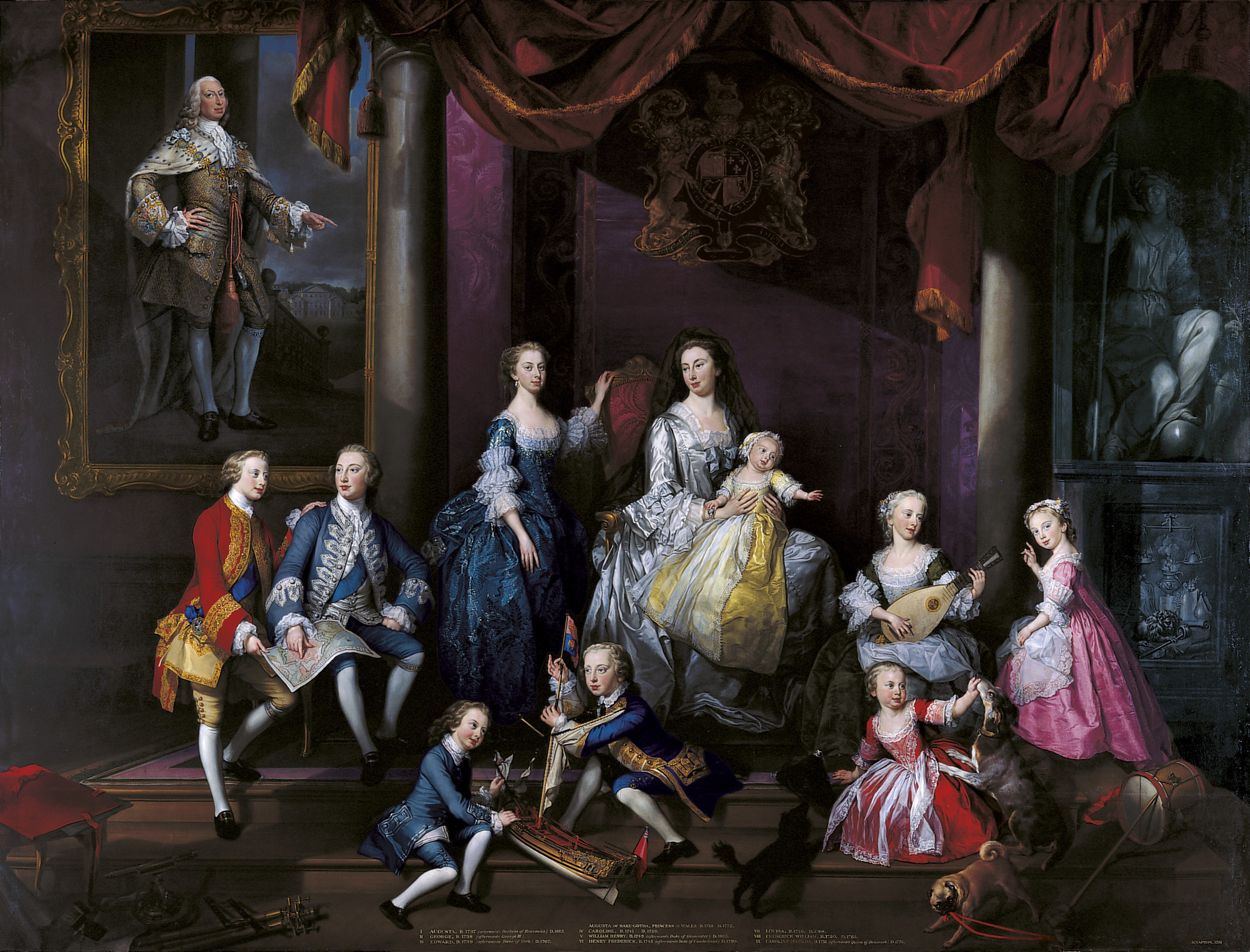
ジョージ・ナップトンによる『王太子フレデリック一家』、1751年。一番左、赤い服を着ている人物がエドワード・オーガスタスである。

プリンス・オブ・ウェールズ、フレデリックと妃オーガスタの次男として生まれた。ノーフォーク・ハウスでオックスフォード主教トマス・セッカーによる洗礼を受け、プロイセン王フリードリヒ・ヴィルヘルム1世、ブラウンシュヴァイク＝ヴォルフェンビュッテル公カール1世、フリーデリケ・フォン・ザクセン＝ゴータ＝アルテンブルクが名親を務めた（それぞれクイーンズベリー公爵、カーナーヴォン侯爵、第4代ハミルトン公爵の娘シャーロット・エドウィンが代役を務めた）。

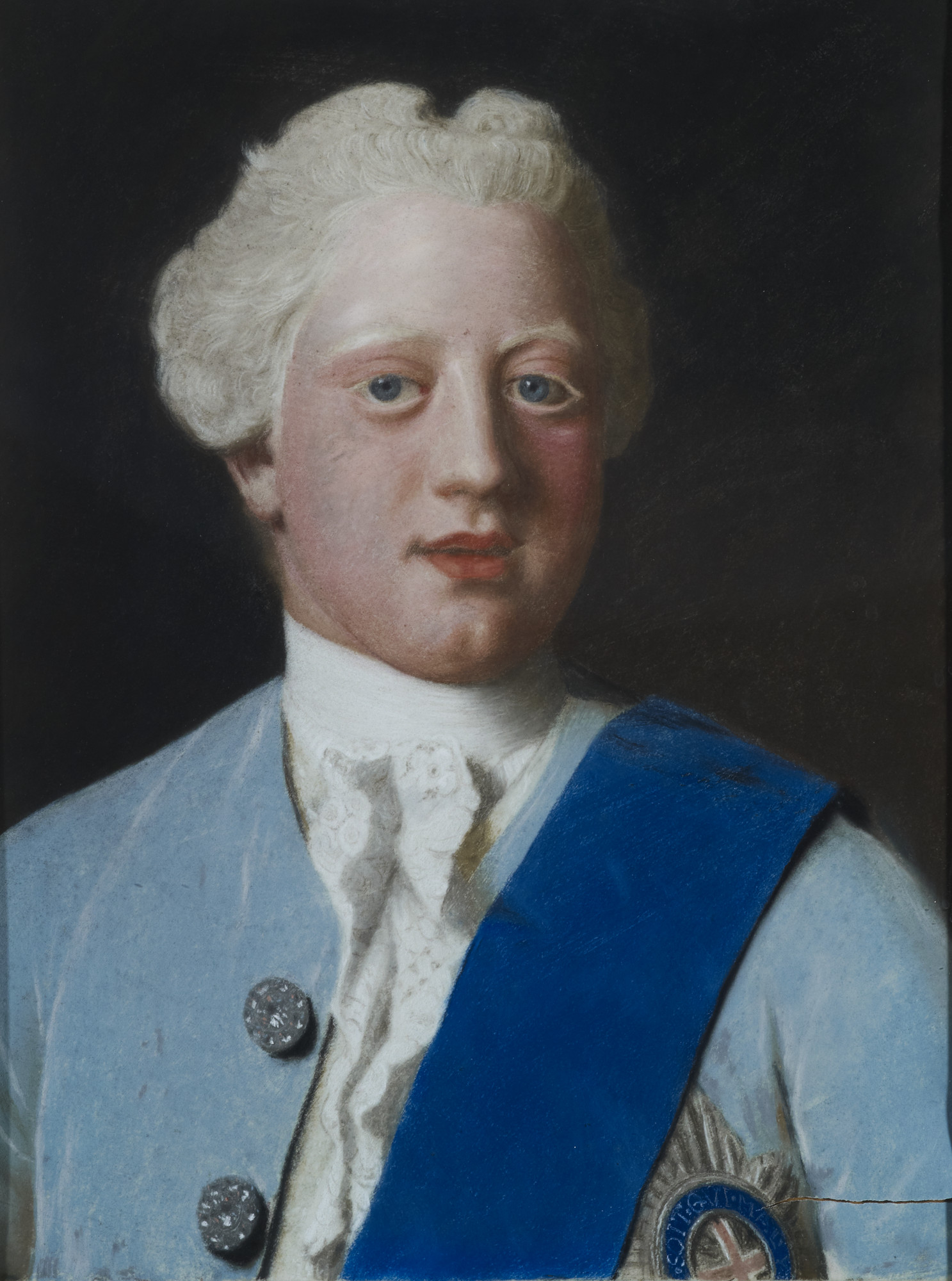
ジャン＝エティエンヌ・リオタールによる肖像画、1754年。

海軍への興味を持ち、イギリス海軍への入隊許可を得た後1758年のサン・マロ襲撃、サン＝カスの戦いに参戦した。1759年6月14日に44門艦フェニックスの大佐に昇進、1761年に青色少将に、1762年に青色中将に昇進した。
1752年にガーター勲章を授与され、1760年4月1日に父方の祖父ジョージ2世よりヨーク・オールバニ公位とアルスター伯爵位を与えられた。同年10月にジョージ3世が即位すると、独身の兄に次いで王位継承権第1位となった（1762年8月12日にジョージ3世の長男ジョージが生まれると2位になった）。さらに1760年11月27日に王立協会フェローに選出された。

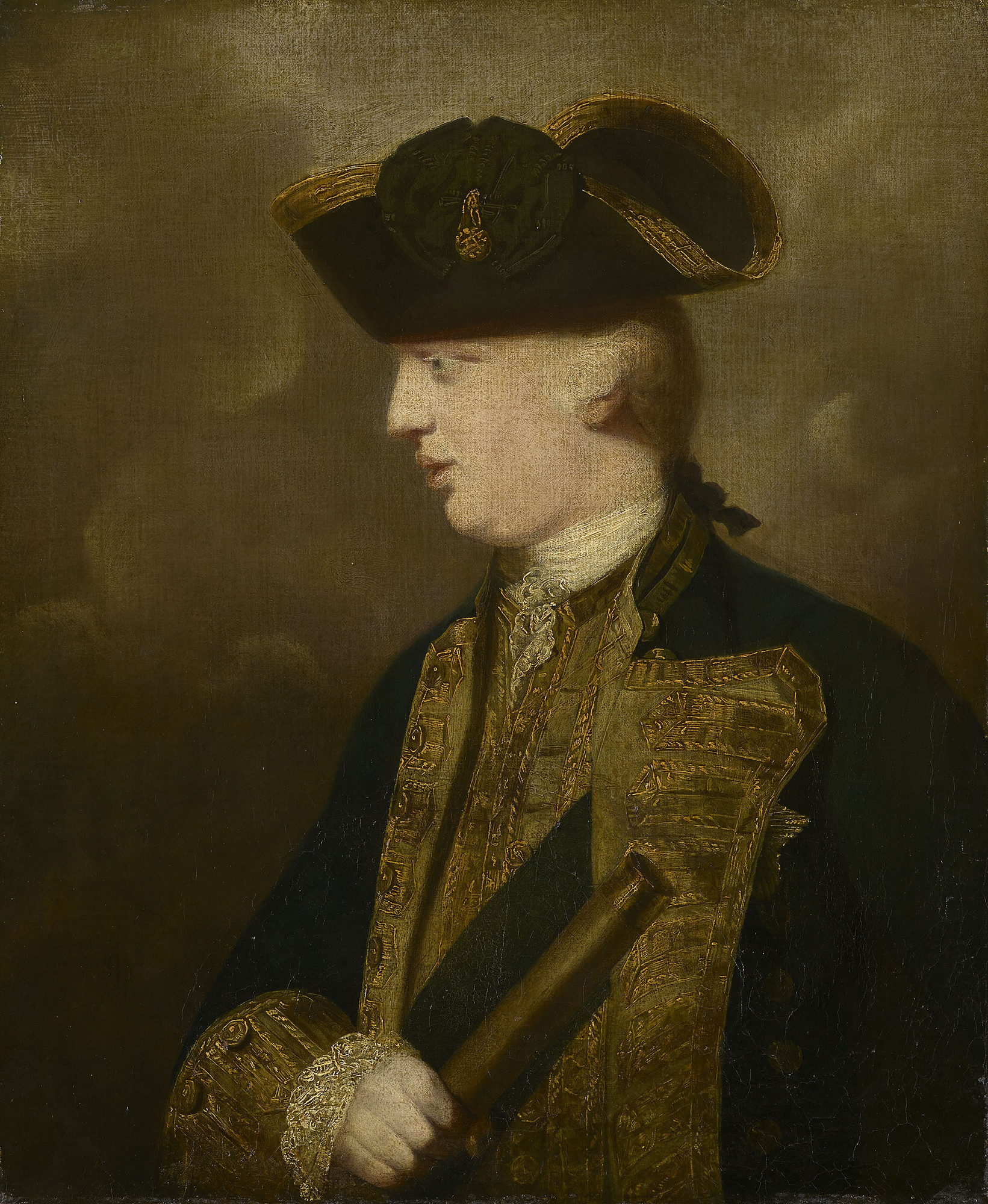
ジョシュア・レノルズによる肖像画、1763年。

1762年にフリーメイソンの会員となった。1765年にはプロイセン王国のベルリンに「友愛ロッジ」（Lodge of Friendship、後の「王立友愛ヨークロッジ」（Royal York Lodge of Friendship））を創設した。

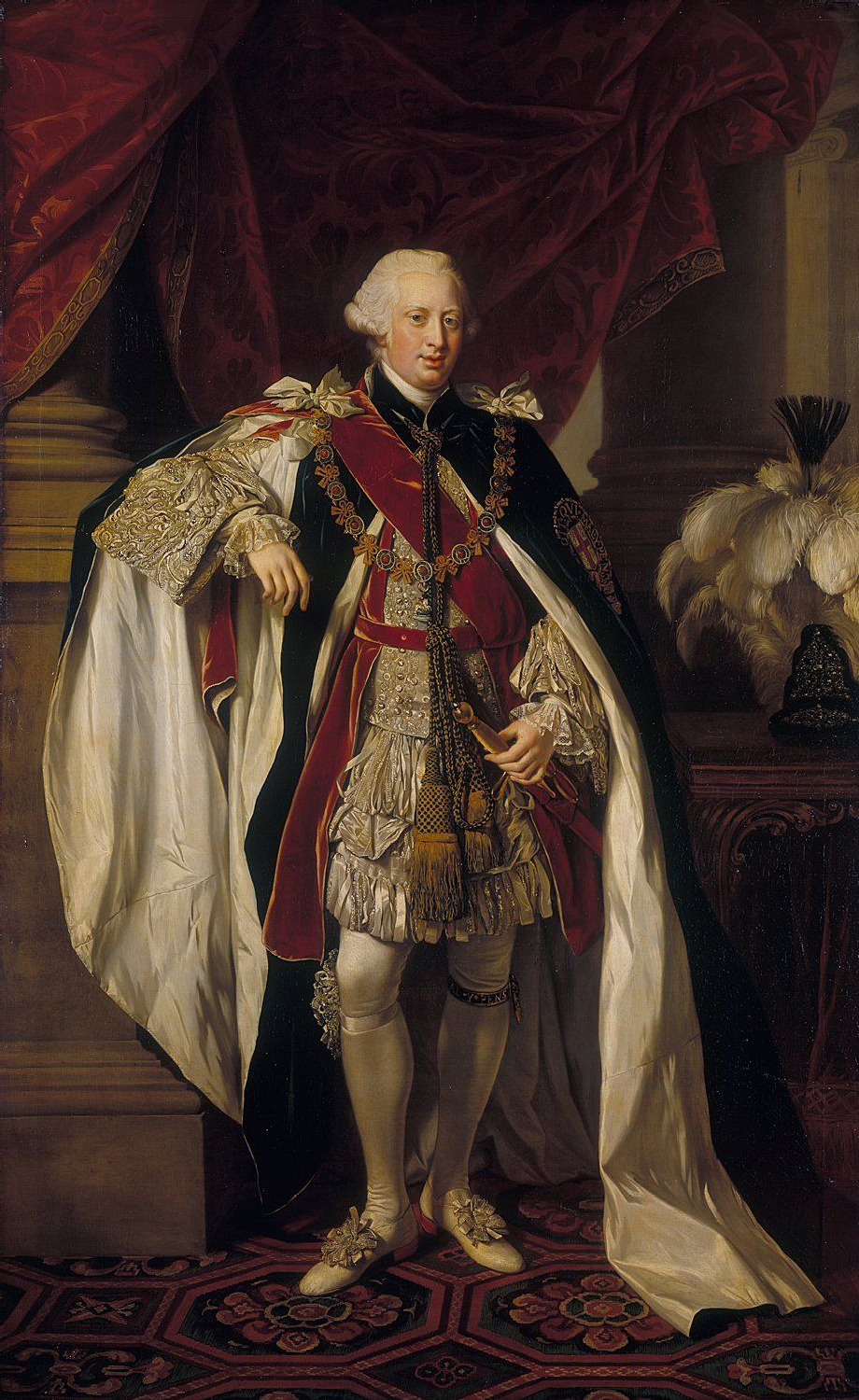
ナサニエル・ダンス＝ホランドによる肖像画、1764年/1765年。

1767年晩夏、ジェノヴァへ向かう途上に病となり、モナコに上陸し看護を受けていたが、回復することなく9月17日にモナコ大公オノレ3世の宮殿で死去した。彼の遺体はフリゲートのモントリオールでロンドンにへ運ばれ、ウェストミンスター寺院に埋葬された。